# 棕若麗魚
棕若麗魚（學名：Pseudotropheus fuscus），為輻鰭魚綱鱸形目隆頭魚亞目慈鯛科的其中一種，分布於非洲馬拉威湖流域，體長可達11公分，棲息在岩石底質的底層水域，以藻類為食，生活習性不明，可作為觀賞魚。

## 擴展閱讀
維基物種上的相關：棕若麗魚